# Санскритская литература
Самыми ранними памятниками литературы Индии на санскрите являются Веды, вслед за которыми были записаны древнеиндийские эпосы «Махабхарата» и «Рамаяна». Золотой век классической санскритской литературы пришёлся на III — VIII века — период, к которому принято относить большинство Пуран. Последний всплеск литературного творчества пришёлся на XI век, после чего наступил период упадка санскритской литературы. В настоящее время в Индии производятся попытки «санскритского возрождения».
По причине широкого использования санскрита в религиозной литературе, в особенности в индуистской, а также благодаря тому, что современные индийские языки произошли от санскрита или испытали на себе его сильное влияние, санскрит и санскритская литература имеют огромное значение в индийской культуре. Влияние санскрита в Индии можно сравнить с влиянием греческого и латинского языка в культуре европейской.